# Изменчивое
Изме́нчивое (айн. Омуто) — лагунное озеро на востоке южной оконечности острова Сахалин, отчленённое от залива Мордвинова Охотского моря аккумулятивной косой.
Расположено в восточной части Корсаковского городского округа Сахалинской области России. У юго-восточного побережья озера находится село Охотское.

## Возникновение озера
Во время повышения уровня моря 5,4-5,8 тыс. лет назад озеро Изменчивое, как и соседние протока Красноармейская и озеро Открытое, представляло собой один из трёх проливов, соединявших залив Тунайча с морем. В настоящее время водоём является прибрежной лагуной, отделившейся 150—400 лет назад от озера
Тунайча.

## Гидрография
Площадь зеркала 8,2 км², водосборная площадь — 12,9 км². Средняя глубина озера около 3 м, в северо-восточной части достигает 6 м. В северной части озера берега болотистые, имеются большие отмели. Побережье сложено из песка, гравия, гальки, иногда крупные камни, которые уже на небольшом удалении от берега сменяются чёрными илами.

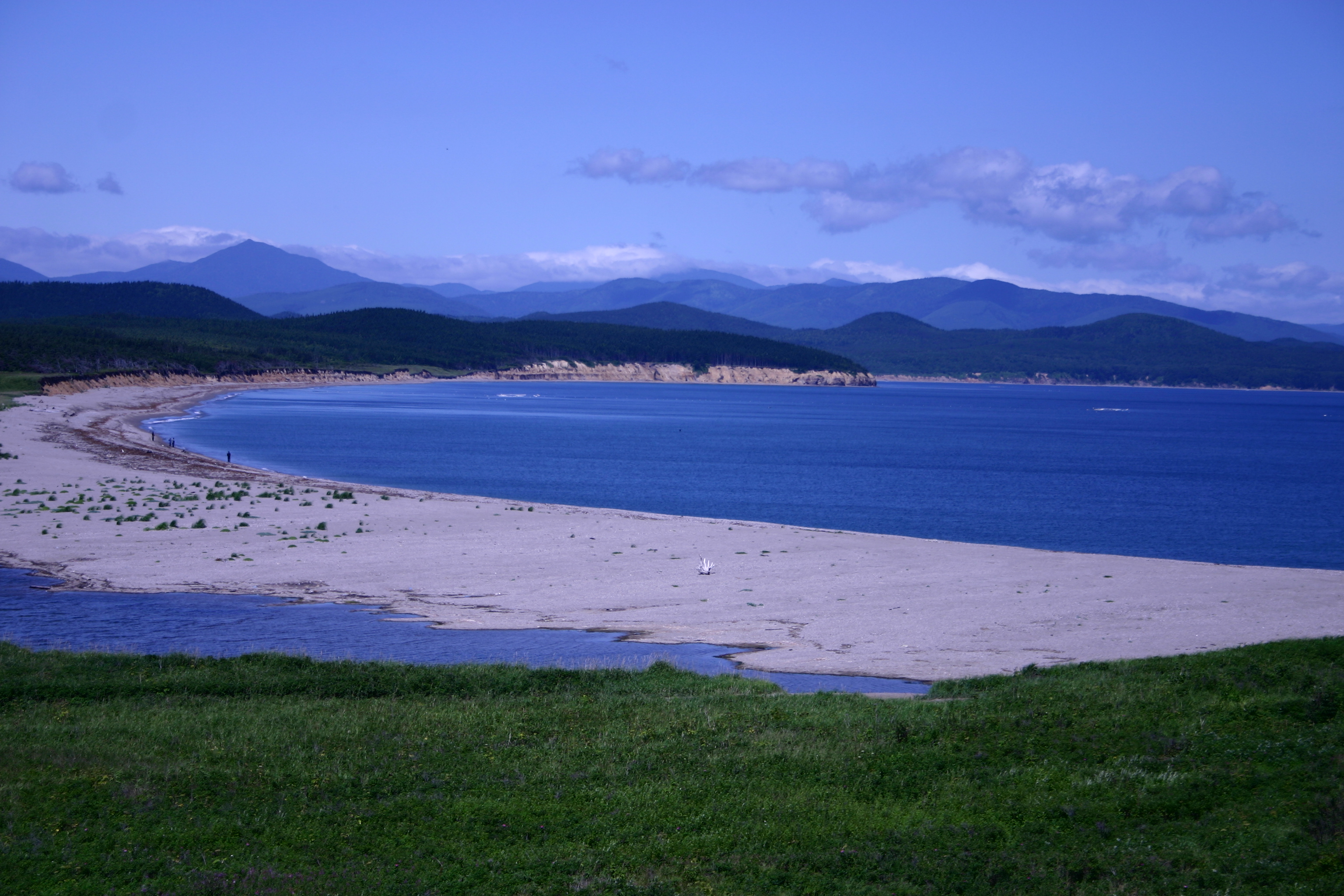
Вид на пересыпь при замытом состоянии протоки, связывающей озеро Изменчивое с морем (5 августа 2007 года)

Озеро Изменчивое сообщается с морем протокой шириной до 50 м и глубиной 5-10 м. Иногда во время сильных и длительных штормов протока замывается, в результате изменяется состав животных и растительных сообществ озера. При прекращении водообмена с морем средняя температура воды в озере повышается на несколько градусов, а солёность понижается (до 25 ‰).
В отдельные годы, в основном, в холодный период года, протоку прокапывают или расширяют с помощью техники, вывозя песчано-гравийную смесь грузовым транспортом.

## Охрана природы
На территории озера создана лечебно-оздоровительная местность «с целью сохранения природных физических и химических свойств лечебных грязей озера, предохранения их от порчи, бактериального загрязнения и преждевременного истощения».